# Luce cinerea
La luce cinerea è un fenomeno che interessa la Luna durante la prima e l'ultima fase, ossia quando presenta uno spicchio di disco illuminato assai sottile. In questo caso la luce del Sole viene riflessa dalla Terra verso la Luna, illuminando una porzione di superficie in ombra. Tale fenomeno è stato intuito da Leonardo da Vinci, come illustrato nel Codice Leicester, e poi più esaustivamente spiegato da Galileo Galilei.

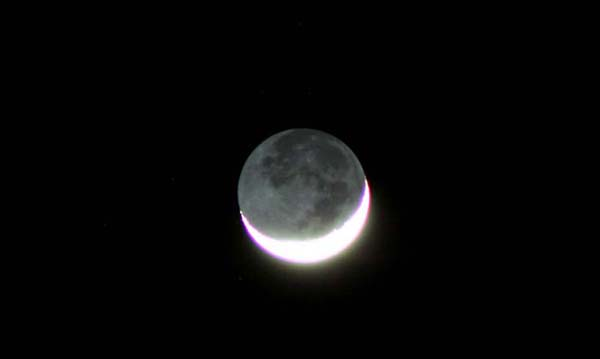
La luce cinerea nella parte in ombra della Luna.
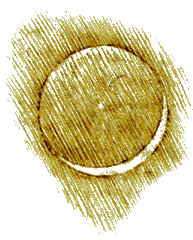
Illustrazione di Leonardo da Vinci sul fenomeno della luce terrestre riflessa sulla Luna, tratta dal Codice Leicester (1506-1510).

## Il fenomeno

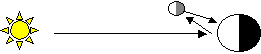
Diagramma della luce cinerea

Questo fenomeno avviene quando la Luna si trova in mezzo fra la Terra ed il Sole e, quindi, riceve la massima illuminazione dal nostro pianeta essendo Terra piena se guardiamo dalla Luna.
La luce cinerea è utilizzata anche per misurare e rilevare le variazioni dell'albedo terrestre, collegate alla copertura nuvolosa globale del nostro pianeta. Gli oceani nel loro complesso riflettono circa il 10% della luce solare; il terreno riflette un 10-25%, mentre le nubi arrivano a riflettere fino al 50%.
Studi preliminari indicano una diminuzione del 6,5% della copertura nuvolosa tra il 1985 e il 1997, seguito da un analogo aumento tra il 1997 e il 2003. Le nubi contribuiscono ad un aumento dell'albedo, ma possono avere un effetto sul riscaldamento globale perché alcune nubi intrappolano più calore di quello che riflettono, mentre altre hanno un effetto di raffreddamento perché l'aumento di albedo compensa l'effetto serra. Quindi, anche se l'albedo terrestre sta aumentando, non è ancora quantificabile l'influenza del calore intrappolato dalle nubi sulla temperatura globale del nostro pianeta.

## Altri pianeti
La luce cinerea è il caso particolare riferito alla Luna, del riflesso della luce solare da parte di un qualunque pianeta che in questo modo va a rischiarare in modo tenue la superficie altrimenti in ombra di un satellite.
Questo effetto è stato osservato anche in altri pianeti del sistema solare. La sonda Cassini ha potuto osservare la luce di Saturno riflessa sulla superficie di alcuni satelliti del pianeta. La sonda New Horizons ha sfruttato la luce riflessa dal satellite Caronte per rilevare le variazioni dell'albedo della parte in ombra di Plutone.
Già nell'anno 510, l'astronomo indiano Aryabhata, che pure utilizzava un modello geocentrico, nel suo trattato Aryabhatiya aveva correttamente intuito che i pianeti e i satelliti non brillano di luce propria, ma sono illuminati dal Sole, o dal suo riflesso nelle parti in ombra.